# Séisme de 2019 dans le Sud-Ouest de la France
Ne doit pas être confondu avec Séisme de 2019 dans le Sud-Est de la France.
Le séisme de 2019 dans le Sud-Ouest de la France est un séisme de magnitude locale 4,7 à 5,0 qui a frappé la région le 20 mars 2019. Son épicentre est situé au nord-nord-est de la commune de Montendre en Charente-Maritime. Les secousses sont largement ressenties au-delà de la Nouvelle-Aquitaine.

## Localisation

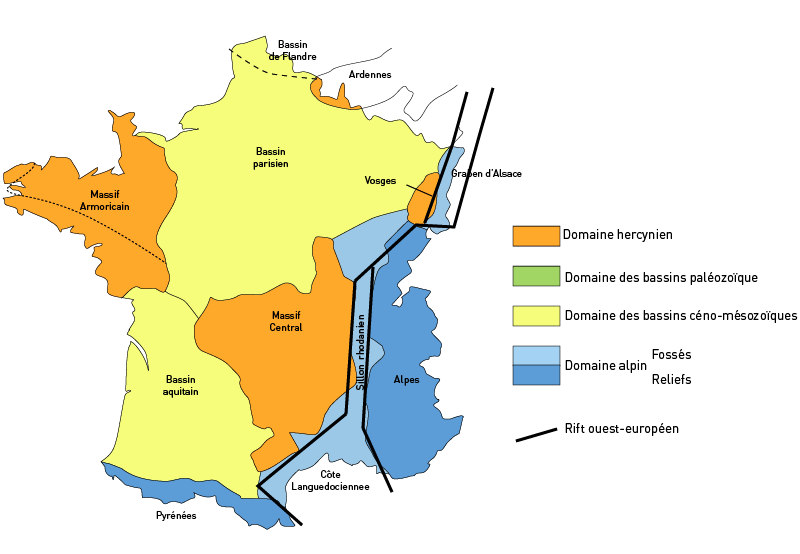
L'épicentre est situé à la limite
entre les domaines sismotectoniques
sud-armoricain et nord-aquitain.

Schéma de la chaîne hercynienne.

Zonage sismique en vigueur depuis 2011 et représentation des installations nucléaires en exploitation.

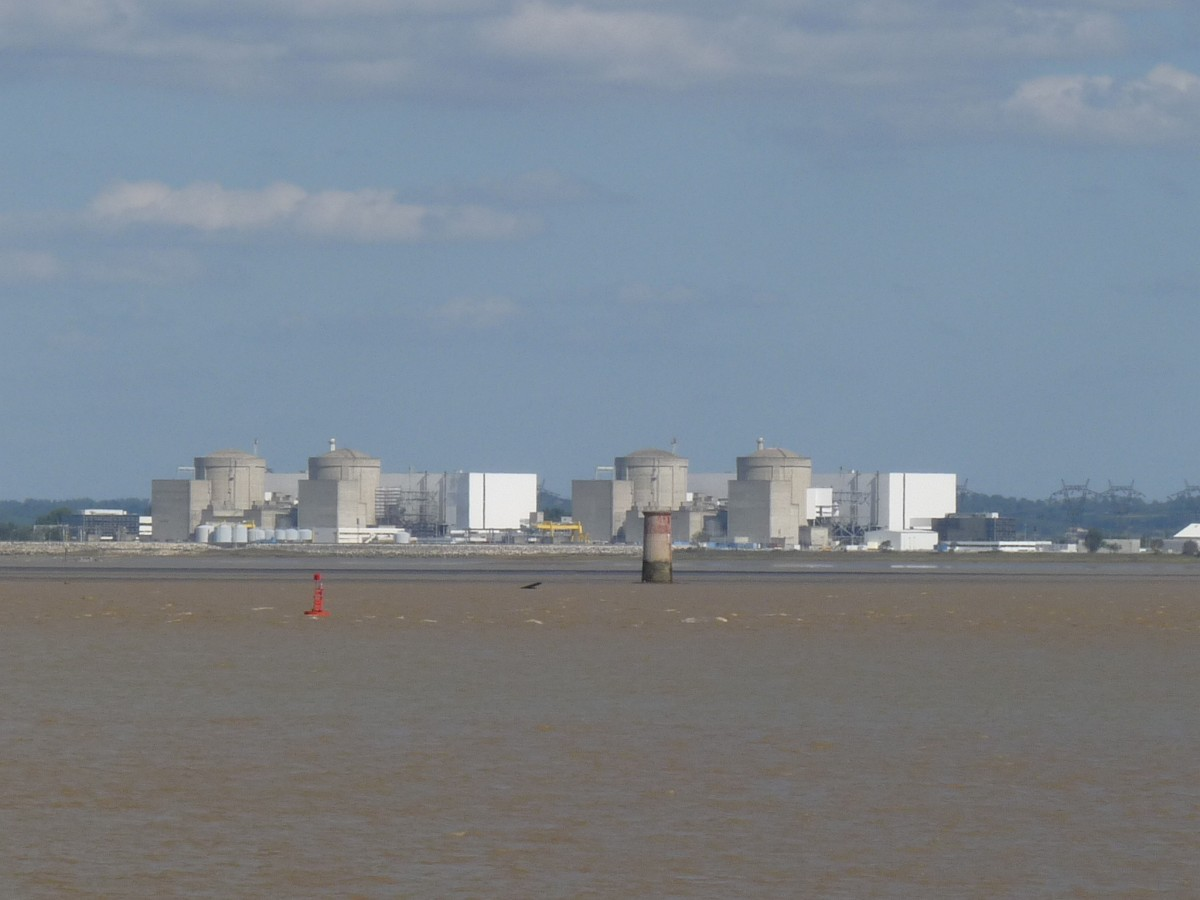
La centrale nucléaire du Blayais située à 27 km de l'épicentre.

L'épicentre du séisme est localisé entre 8 et 10 km au nord-nord-est de la commune de Montendre, au niveau de la commune associée de Vallet, dans le département de la Charente-Maritime en région de Nouvelle-Aquitaine dans le Grand Sud-Ouest français. 
La zone, exposée à des risques faibles à modérés, est située à la limite entre les domaines sismotectoniques sud-armoricain (Vendée, Poitou, Charentes) et du centre du bassin aquitain (Île d'Oléron, Médoc, Bordelais, Agenais) décrits par le Bureau de recherches géologiques et minières dans son étude sur la sismotectonique du Sud-ouest de la France en 1994. 
Les villes de plus de 1 000 habitants les plus proches de l'épicentre se situent en Charente (Baignes-Sainte-Radegonde, 7 km, Cognac 38 km), Charente-Maritime (Jonzac 13 km, Montlieu-la-Garde 14 km) et Gironde (Blaye 35 km, Lesparre-Médoc 46 km, Libourne 49 km),,. Bordeaux est distante de 58 km, Angoulême de 66 km, Périgueux de 100 km, Niort de 123 km, La Rochelle de 127 km, Limoges de 162 km, Agen de 168 km et Poitiers de 170 km,,.
L'épicentre est distant de 27 km de la centrale nucléaire du Blayais située à Braud-et-Saint-Louis en Gironde et de respectivement 145 et 169 km de celles de Civaux dans la Vienne et de Golfech en Tarn-et-Garonne.

## Caractéristiques
Séisme de magnitude locale, selon les sources, 4,7, 4,9,, ou 5,0,,,, sur l'échelle de Richter, il a frappé la région le 20 mars 2019 à 10 h 56 min 40 s heure locale (9 h 56 min 40 s UTC). 
Sa profondeur hypocentrale est estimée, selon les sources, entre 2,, 5, 10 et 20 km.
D'une intensité maximale V, les secousses sont largement ressenties, au-delà de la Nouvelle-Aquitaine, dans le Sud-Ouest et dans le Centre de la France et, plus faiblement, jusqu'à Pau au sud, Tours au nord et Lyon à l'est. 
Une réplique de magnitude 2,8 est enregistrée à 11 h 29 à 4 km à l'est de la commune de Touvérac en Charente.

## Cause probable
Les chercheurs du Bureau central sismologique français considèrent ce séisme comme exceptionnel, non du fait de sa magnitude relativement fréquente mais de sa localisation, l'épicentre se trouvant à la limite de l'une des zones les moins exposées au risque sismique. Ils donnent comme cause du séisme la rupture probable d'une ancienne faille située à l'extrême sud du massif armoricain. 
Le rapport d'étude du BRGM sur la sismotectonique du Sud-Ouest reliait effectivement en 1994 les séismes de la région des Charentes et ceux de la région bordelaise à l'activité des grandes failles sud-armoricaines apparues à la fin de l'orogenèse hercynienne et constituant la suture qui sépare les nappes de la zone interne ligérienne du socle aquitain, et à celles de la bordure nord du bassin aquitain comme celles de Jonzac à Périgueux situées au nord de Bordeaux dans le prolongement des failles sud-armoricaines.

## Précédents
Parmi les nombreux séismes survenus dans la région au cours de l'histoire, notamment les quelque trente-six ressentis à Bordeaux, les sismologues retiennent pour les comparer à celui de 2019 ceux des 7 septembre 1972 sur l'Île d'Oléron (magnitude 5,7, intensité VII), 26 janvier 1852 dans le Bordelais (magnitude 5,0, intensité VI-VII) et 10 août 1759 dans l'Entre-deux-Mers (magnitude 5,3, intensité VII-VIII),,.

## Dommages
Le séisme du 20 mars 2019 dans le Sud-Ouest a occasionné des dommages de l'ordre de fissures dans les murs ou de chutes de cheminées dans plusieurs communes : fissures sur les murs d'une maison de Donnezac aux environs de Blaye en Gironde qui ont nécessité une intervention du service départemental d'incendie et de secours, ; fermeture du collège André-Malraux de Baignes-Sainte-Radegonde en Charente pour vérification de la fiabilité des dispositifs de sécurité après le constat de fissures sur plusieurs murs ; évacuation des habitants d'un immeuble à la suite de la chute d'une cheminée à Barbezieux-Saint-Hilaire,, ; 
La proximité de la centrale nucléaire du Blayais, non affectée par le séisme, mais victime deux jours auparavant d'un incident provoqué par une augmentation trop rapide du niveau d'eau dans les générateurs de vapeur, a conduit Greenpeace à rappeler que l'installation ne respectait toujours pas les normes post-Fukushima exigées depuis 2011 par l'autorité de sûreté nucléaire,.

## Information de la population

### Information par les autorités
La préfecture de région a twitté l'information sur le compte du préfet de Nouvelle-Aquitaine, préfet de Gironde : « Un séisme de magnitude 4,9 a été ressenti ce matin (10h56) en Gironde. L'épicentre se situe à 35km à l'Est de Pauillac. Ni blessé, ni dégât matériel à cette heure. Plus d'infos franceseisme.fr. Possibilité de légers dégâts sur des bâtiments vulnérables » dressant plus tard le bilan : « aucun blessé ni dégât significatif. Une seule intervention du SDIS en raison de fissures apparues sur une maison à Donnezac dans le Blayais »,,. 
Le préfet de Charente-Maritime a également twitté l'information : « Un séisme de magnitude 4,9 a été ressenti ce matin (10h56) en Charente-Maritime. L'épicentre se situe à 35 km à l'est de Pauillac. Aucun blessé recensé à cette heure. Recensement des dégâts en cours. Plus d'infos www.franceseisme.fr » en communiquant la carte du Bureau central sismologique français. La préfète de Charente poste un communiqué de presse également sur Twitter : « Ce mercredi matin un tremblement de terre a été ressenti en Charente peu avant 11 heures. Selon les informations du Réseau national de surveillance sismique (ReNaSS), l'épicentre des secousses, de magnitude 4,9, se situe à l'ouest du département, à environ 25 km de Barbezieux. Le service départemental d'incendie et de secours (SDIS) a recensé une vingtaine d'appels, sans que des blessés n'aient été signalés. A Barbezieux, une cheminée s'est écroulée sur elle-même, entraînant des dégâts importants sur la maison, alors inoccupée. ». Le préfet de Dordogne complète sa communication sur Twitter en assurant que « les services de l'État restent attentifs à la situation ».
Le ministère de l'Intérieur informe également par tweet en rappelant les règles de sécurité applicables : « Vous vivez dans une zone sismique : prenez quelques précautions. Restez à l'écoute des consignes données par les autorités à la radio, à la télévision et sur les réseaux sociaux en suivant les comptes Twitter et Facebook officiels de la préfecture. Identifiez les endroits où se mettre à l'abri. Assurez-vous de garder vos sorties dégagées. Faites des exercices de mise à l'abri et d'évacuation. Reprérez les points de coupure de gaz, eau, électricité. Fixez les appareils et les meubles lourds et posez à terre les objets. Contractez une assurance multirisque habitation. ».

### Information par les médias
Les médias nationaux relaient l'information comme France Info qui titre « Séisme en Nouvelle-Aquitaine : « Ce type de magnitude n'avait jamais été atteint dans cette région » » ou BFM TV avec ce titre : « Un séisme de magnitude 5.0 ressenti de Bordeaux à Poitiers en fin de matinée ».
Sud Ouest dans ses éditions régionales comme nationale et la Charente libre couvrent l'événement au premier chef. Les quotidiens nationaux comme Le Monde ou Libération titrent également à propos du séisme de Montendre, tout comme Le Figaro : « Après Brest, un séisme de magnitude 5.0 enregistré ce matin à Bordeaux », Le Parisien : « Séisme dans le Sud-Ouest : les réponses aux questions que vous vous posez » ou encore le journal gratuit 20 minutes : « Nouvelle Aquitaine: « Le séisme de ce mercredi est un événement exceptionnel qui ne s'était plus produit depuis le 19e siècle » ».

## Recueil de témoignages
Le Bureau central sismologique français a mis en ligne sur son site internet un questionnaire à l'attention des populations concernées, destiné à recueillir le témoignage des internautes souhaitant faire part de leur perception du séisme en fonction de leur localisation. Les commentaires anonymisés associés aux témoignages sont mis en ligne par le BCSF de même que les réponses à l'enquête auprès des autorités territoriales. Le quotidien Sud Ouest publie également les témoignages de ses lecteurs bordelais.
La perception de l'événement décrite dans les témoignages va, selon la localisation des témoins, de l'observation du déplacement de meubles et de l'oscillation de lampes à la sensation de vibrations dans le sol et les murs, accompagnées ou non de l'audition de bruit plus ou moins fort, allant du passage du mur du son d'un avion à réaction au moteur d'un camion de fort tonnage dans une zone habituellement silencieuse. La manifestation de l'inquiétude des animaux de compagnie est également décrite. Le caractère bref de l'événement, de quelques secondes à quelques minutes, provoque des réactions opposées, de la panique, face à l'ignorance de la décision à prendre, à l'indifférence chez les personnes confrontées par le passé à des tremblements de terre dans la région ou ailleurs,.